# Ken – Tidiga demor
Ken - Tidiga Demor utgiven av EMI Recorods, inspelad i Studio 165, Hässelby. Skivan följde med under en begränsad period när man köpte debutalbumet Vägen Tillbaka.

## Spår
| Spår | Låt Titel       | Producent/er | Medverkande Gäst/er          | Tid   |
| ---- | --------------- | ------------ | ---------------------------- | ----- |
| 1    | Kaos            |              | Ken, Big Fred & Levent       | 03:51 |
| 2    | Öden            | Ken Ring     | Ken & Houman                 | 03:46 |
| 3    | Mamma           |              | Ken & Houman                 | 03:57 |
| 4    | Terror          | Ken Ring     | Ken & Houman                 | 04:52 |
| 5    | Sommartider '98 | Ken Ring     | Ken, Big Fred, Wolf & Houman | 07:10 |